# Foraclusão
Foraclusão ou forclusão é um conceito psicanalítico elaborado por Jacques Lacan, a partir do termo alemão Verwerfung (rejeição) utilizado por Freud. Lacan preferiu foraclusão à rejeição, em alusão ao seu uso no vocabulário jurídico procedimental, significando o vencimento de um direito não exercido nos prazos prescritos.
Há três formas de desenlace do processo de castração simbólica da libido, decorrente do Complexo de Édipo: a foraclusão (na psicose), a negação (na perversão) e o recalque (na neurose). A foraclusão do significante Nome-do-pai aparece para Lacan como o mecanismo específico da psicose, pois a estrutura psicótica se define pela não inscrição deste significante (o significante deixa de ser incluído).
O problema que Lacan procurou abordar com as ferramentas foraclusão e significante era o da diferença entre psicose e neurose, conforme manifestadas e indicadas pelo uso da linguagem. Para Lacan, é notório que "quando os psicóticos falam, eles sempre têm alguns significados que são muito fixos, e alguns que são muito vagos, eles têm uma relação diferente com a linguagem e uma maneira de falar diferente dos neuróticos". Freud, seguindo Bleuler e Jung, apontou para "uma série de mudanças na fala ... em esquizofrênicos ... as palavras são submetidas ao mesmo processo que aquele que sonha". Lacan usou a exclusão foraclusão para explicar o porquê.